# إبريتوموماب تيوكسيتان
إبريتوموماب تيوكسيتان هو جسم مضاد وحيد النسيلة ينتج تحت اسم تجاري هو زيفالين (Zevalin) يستخدم لعلاج الحالات المنتكسة أو المقاومة للمفومة اللاهوجكنية للخلايا البائية هو يعد مرض تكاثر ليمفاوي يؤثر على الجهاز اللمفاوي.

## روابط خارجية
- - الموقع الرسمي للدواء
- - الموقع الرسمي للشركة المنتجة